# Лошков, Алексей Иванович
Алексей Иванович Лошков (1917—1943) — старший сержант Рабоче-крестьянской Красной Армии, участник советско-финской и Великой Отечественной войн, Герой Советского Союза (1940).

## Биография
Родился 20 мая 1917 года в деревне Павлоково (ныне — Череповецкий район Вологодской области). После окончания неполной средней школы работал трактористом в машинно-тракторной станции. В мае 1938 года призван на службу в Рабоче-крестьянскую Красную Армию. Участвовал в боях советско-финской войны, будучи механиком-водителем танка 15-го танкового батальона 13-й лёгкой танковой бригады 7-й армии Северо-Западного фронта.
В феврале 1940 года принимал активное участие в боях за высоту 65,5 в районе населённого пункта Ляхде и станции «Кямяря». 22 февраля 1940 года он лично доставил аккумуляторы для радиостанций и питание в окружённую противником часть. Когда на обратном пути его танк был подбит и обездвижен, Лошков, несмотря на полученное ранение, отстреливался из пулемёта от противника, а затем починил танк и вернулся в расположение своей части.
Указом Президиума Верховного Совета СССР от 21 марта 1940 года за «образцовое выполнение боевых заданий командования на фронте борьбы с финской белогвардейщиной и проявленные при этом отвагу и геройство» младший командир Алексе Лошков был удостоен высокого звания Героя Советского Союза с вручением ордена Ленина и медали «Золотая Звезда» за номером 307.
В 1940 году Лошков окончил военную авиационную школу лётчиков. С начала Великой Отечественной войны — на её фронтах. Погиб 23 апреля 1943 года. Первоначально был похоронен в деревне Федотово Торопецкого района Тверской области, позднее перезахоронен на воинском кладбище Торопца.